# فلم درجة ثانية
فيلم درجة ثانية (بالإنجليزية: B movie) هو فيلم تجاري منخفض الميزانية ولا يصنف بأنه فيلم فني أو إباحي. وقد استعمل أصلا خلال العصر الذهبي لهوليود كتعبير يشير تحديدا إلى الأفلام التي تشكل النصف الثاني من عرض مزدوج (فيلمين بسعر واحد) ذات التوزيع الأقل ويتم جمعها مع فيلم بميزانية جيدة.
انحسرت العروض المزدوجة في أمريكا عن الأسواق السينمائية منذ نهاية الخمسينات، إلا ان تعبير الأفلام الثانية استمر ليشير إلى المعنى الأوسع الذي يستعمل اليوم. أما بعد العصر الذهبي، فهناك فلم يعد هذا التعريف واضحا في هذين الشقين: فمن ناحية، تظهر كثير من أفلام الدرجة الثانية درجة عالية من الحرفية والإبداع الفني؛ ومن ناحية أخرى، فإن الاهتمام الأساسي للعديد من الأفلام الاستغلالية منخفضة التكلفة يكون شهوانيا. في بعض الحالات، فقد يحتوي على كلا العنصرين.
معظم أفلام الدرجة الثانية تمثل فرعا معينا — ففي عصر هوليود الذهبي كانت أفلام الغرب هي الرائجة، بينما أصبحت أفلام الخيال العلمي والرعب منخفضة الميزانية ذات شعبية في الخمسينات. كانت أفلام الدرجة الثانية غالبا ما تكون جزءا من سلسلة يلعب فيها النجم نفس الدور مرة بعد مرة. وكانت مدة عرضها أقصر تقريبا من أفلام القمة التي تعرض معها، فمدة عرض كثير منها كانت نحو 70 دقيقة أو أقل. لذلك كانت هناك نظرة عامة بأن أفلام الدرجة الثانية أدنى من الفيلم الآخر ذو الميزانية الأكبر؛ وغالبا ما يهمل النقاد هذه الأفلام.
عندما زاد متوسط مدة عرض أفلام القمة، كذلك حدث مع أفلام الدرجة الثانية. ويستعمل التعبير الآن أيضا للإشارة إلى بعض الأفلام السائدة ذات ميزانية أعلى وذات محتوى استغلالي، عادة في فروع سينمائية ارتبطت تقليديا بأفلام الدرجة الثانية.
منذ بداياتها وحتى يومنا هذا، وفرت هذه الأفلام فرصا لكل من بدأ نجمهم بالصعود أو الأفول. تعلم منتجو أفلام مشاهير مثل أنتوني مان وجوناثان ديم حرفتهم في أفلام الدرجة الثانية. وهناك ممثلون مثل جون وين وجاك نيكلسون بدأوا مسيرتهم فيها، ووفرت عملا لممثلين سابقين في أفلام القمة، مثل فينسنت برايس وكارين بلاك. بعض الممثلين، مثل بيلا لوغوسي وبام جرير، مثلوا في أفلام الدرجة الثانية في أغلب مراحل مسيرتهم.

## التاريخ

### فترة الجذور في العشرينات

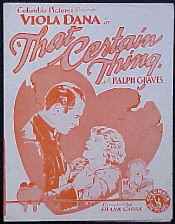
فيلم That Certain Thing من إنتاج كولومبيا (1928) أنتج بأقل من 20,000 دولار. كان اشتراك المخرج فرانك كابرا مع كولومبيا قد ساعدهم نحو التقدم إلى لتكون إحدى شركات القمة في هوليوود.

لا يُعرَف بالتحديد إذا كان هذا التعبير دارجاً قبل الثلاثينات، لكن كان هناك مفهوم مماثل. في عامي 1927 و1928، في نهاية العصر الصامت، كانت كلفة إنتاج فيلم طويل في المتوسط من أحد استوديوهات هوليود الرئيسية تتراوح بين 190,000 دولار في فوكس إلى 275,000 دولار في MGM. هذا المتوسط كان يعكس الجهة ما بين «المؤثرات الخاصة» التي قد تكلف حتى مليون دولار وبين الأفلام ذات الإنتاج السريع بمقدار 50,000 دولار. سمحت الأفلام الأرخص للشركات أن تشتق الحد الأقصى للقيمة من وسائل الإنتاج والطاقم المتعاقد معه في الفترات ما بين إصدارات الشركة الأضخم، ويساعدها على دخول مساحات جديدة. أما الشركات الأصغر مثل كولومبيا وإف بي و، فقد ركزت بالذات على الأفلام الرخيصة. وكانت أفلامها ذات مدة عرض أقصر نسبيا، واستهدفت المسارح التي اقتصدت في الأجرة وتكاليف التشغيل، وبالأخص في البلدات الصغيرة والأحياء الحضرية. حتى شركات الإنتاج الأصغر، التي عرفت بشركات رصيف الفقر (بالإنجليزية: Poverty row) حيث اجتمعت أغلبها على رصيف جادة صانصيت بوليفارد، أنتجت أفلاما قد تصل كلفتها القليلة حتى 3,000 دولار، وتسعى للربح من خلال أي حجوزات تتوفر لها في الفراغات التي تتركها الأفلام الأكبر.
عندما انتشرت السينما الناطقة في المسارح الأمريكية في عام 1929، تخلى العديد من العديد من أصحاب دور العرض المستقلين نمط العرض السائد وقتها، والذي تضمن العروض الحية وتشكيلة من الأفلام القصيرة قبل عرض الفيلم. واتبعوا خطة عرض جديدة وسرعان ما أصبحت متبعة: حيث يعرض فيلم أخبار أو فيلم قصير أو رسوم متحركة، ويتلوها العرض المزدوج. وكان الفيلم الثاني يكلف العارض أقل من عرض ما يماثله من أفلام قصيرة. وكانت قواعد الترخيص قد جعلت الشركات الكبيرة تفضل المسارح التابعة لها، ما منع المسارح المستقلة من عرض الأفلام ذات الجودة العالية؛ وجعلها هذا تركز على الكم. أعطى الفيلم الإضافي نوعا من التوازن — فبعرض فيلمين يختلفان في النوعية يمكن للزبون المحتمل أن يتوقع شيئا يثير اهتمامه بغض النظر عن ما يوجد في العرض. هكذا تطورت الأفلام منخفضة التكلفة في العشرينات إلى أفلام الدرجة الثانية في عصر هوليود الذهبي.

### فترة الثلاثينات
قاومت الشركات الرئيسية فكرة العرض المزدوج في البداية، ولكنها سرعان ما تكيفت معها. وأنتجت كلها أفلاما رخيصة لملء الطلب في سوق العرض المزدوج. أصبح الحجز الجماعي أمرا شائعا: حيث تضع المسارح يدها على إنتاجات الشركات المثيرة، وبالمقابل تلتزم بتأجير كامل إنتاجات الشركة لمدة موسم كامل. كانت أجرة أفلام الدرجة الثانية منخفضة للغاية (خلافا لنسبة شباك التذاكر في أفلام الدرجة الأولى)، وهي نسب يمكنها أن تضمن ربحية كل أفلام الدرجة الثانية. حرر هذا الأسلوب الشركات الكبرى من القلق حول جودة هذه الأفلام — حتى عندما تحجز في فترات غير الموسم، فقد كان على أفراد المسارح شراؤها. كانت الشركات الخمس الكبرى— مترو جولدوين ماير، باراماونت، فوكس (فوكس القرن العشرين ابتداء من عام 1935)، وارنر براذرز، آر كي أو (سليلة إف بي أو) — ضمن الشركات التي تمتلك سلسلة مسارح كبيرة.
كانت شركات رصيف الفقر، ذات الإمكانيات المتوسطة مثل شركات ماسكوت أو تيفاني أو سونو أرت، أو ذات الإمكانيات المحدودة للغاية، اختصت بإنتاج أفلام الدرجة الثانية، وغيرها من المسلسلات أو الأفلام القصيرة، ونشرت أفلاما مستقلة واستوردت الأفلام. ولم تكن بموقع يسمح لها بدخول عمليات الحجز الجماعي مباشرة، فباعوا حقوق توزيع الإقليمية في إلى الشركات المالكة، والتي بدورها باعت حجوزات الأفلام إلى الأصحاب دور السينما، وفي الغالب فإن ستة أفلام أو أكثر تظهر نفس النجم. كانت هناك شركتان ناميتان (يونيفرسال وكولومبيا) ذات إنتاج شبيه بشركات رصيف الفقر، وإن كانت ذات تمويل أفضل. وبالمقارنة مع الشركات الخمس الكبرى، فلم تكن لدى يونيفرسال أو كولومبيا إلا مسارح قليلة، رغم أنهم قاموا بتبادلات في توزيع أفلام القمة.
كانت أهم الأفلام في العصر الذهبي تعرض في عدد صغير من الدور المختارة في المدن الرئيسية. ولم يكن العرض المزدوج في الدور رفيعة المستوى. وكما ذكر المؤرخ السينمائي إدوارد جاي إبشتاين، «خلال العروض الأولى، يتم تقييم الأفلام، وتجمع الدعاية لها، وتنتشر بالكلام بما يكون الإعلان الرئيسي للفيلم». ثم يتم عرضه لاحقا في الدور التي تطبق نظام العرض المزدوج. بالنسبة للمسارح المحلية التي تملكها الشركات الكبيرة، فقد تعرض الأفلام بشكل أسبوعي. أما في آلاف المسارح المستقلة، فقد تغير البرامج مرتين أو ثلاثة في الأسبوع. ولتلبية الطلب المتزايد على أفلام الدرجة الثانية، ظهرت شركات رصيف الفقر وأنتجت أفلام رخيصة للغاية ونادرا ما تجاوزت ستين دقيقة؛ ومنها ما يصور في أربعة أيام. ويصف براين تافيس، «عرضت العديد من المسارح الفقيرة فقرات دون جدول معين، وأحيانا تعرض ستة أفلام مقابل خمس سنتات في عرض يستمر طوال الليل ويتغير يوميا». لم يكن بيد أغلب المسارح الصغيرة أن تعرض إنتاجات كبيرة، حيث تحصل على أغلب أفلامها من شركات رصيف الفقر. ولم تكن أفلام الدرجة الثانية تحظى بأي تسويق مطلقا، فيما عدا المسرح الذي يعرض بها.
أدى دخول الصوت لرفع كلفة الفيلم: بحلول الثلاثينات، فقد بلغ متوسط كلفة إنتاج الفيلم الطويل في أمريكا نحو 375,000 دولار. بينما العديد من أفلام الدرجة الثانية أنتجت بميزانيات بالكاد تغطي الإنفاق اليومي لفيلم رئيسي، وقد تنخفض إلى مدى يبلغ 5,000 دولار. بحلول منتصف الثلاثينات، كانت العروض المزدوجة هي المهيمنة بين الدور العرض الأمريكية، مما جعل الشركات الكبرى تتجاوب مع هذه الظاهرة. ففي عام 1935، ارتفع إنتاج وارنر براذرز السينمائي من هذه الأفلام من 12 إلى 50 بالمائة من ناتج الأستوديو. كانت هذه الوحدة برئاسة براين فوي. في فوكس، التي حولت نصف إنتاجها أيضا إلى أفلام الدرجة الثانية، تم وضع سول فورتزل على مسؤولية عن أكثر من عشرين فيلما في السنة في أواخر الثلاثينات.
دخلت عدة من شركات رصيف الفقر في اتحادات: انضمت شركة سونو أرت إلى شركة أخرى وكوّنت أفلام مونوغرام. في عام 1935، اندمجت مونوغرام مع ماسكوت وعدة شركات صغرى لتؤسس شركة أفلام ريبوبليك. باع المدراء السابقون في مونوغرام أسهمهم في ريبوبليك وأنشأوا مركزا جديدا لشركة مونوغرام. وبحلول الخمسينات، كانت أكثر أفلام ريبوبيك ومونوغرام بالكاد تنافس الإنتاجات الضعيفة للشركات الكبرى. أما الشركات الأصغر — والتي كان أغلبها يميل للألقاب الكبيرة مثل كونكويست، إمباير، إمبريال، بيرليس — واصلت إنتاج الأفلام المختصرة بسعر زهيد جدا. حلل جويل فيلنر الطول المتوسط لإصدارات الأفلام عام 1938، وأشار إلى اهتمام الشركات النسبي بإنتاج هذه الأفلام (أنتجت شركة يونايتد أرتيتتس أفلاما قليلة، وركزت على توزيع الأفلام رفيعة المستوى من تجهيزات مستقلة؛ بينما شركة غراند ناشنال، التي عملت بين عامي 1936-1940، شغلت موقعا مماثلا بين شركات رصيف الفقر، وأصدرت عدة أفلام مستقلة):
| الشركة             | الصنف         | معدل مدة العرض |
| ------------------ | ------------- | -------------- |
| إم جي إم           | الخمس الكبرى  | 87.9 دقيقة     |
| باراماونت          | الخمس الكبرى  | 76.4 دقيقة     |
| فوكس القرن العشرين | الخمس الكبرى  | 75.3 دقيقة     |
| وارنر براذرز.      | الخمس الكبرى  | 75.0 دقيقة     |
| RKO                | الخمس الكبرى  | 74.1 دقيقة     |
| يونايتد أرتيستس    | الثلاث الصغرى | 87.6 دقيقة     |
| كولومبيا           | الثلاث الصغرى | 66.4 دقيقة     |
| يونيفرسال          | الثلاث الصغرى | 66.4 دقيقة     |
| غراند ناشنال       | رصيف الفقر    | 63.6 دقيقة     |
| ريبوبليك           | رصيف الفقر    | 63.1 دقيقة     |
| مونوغرام           | رصيف الفقر    | 60.0 دقيقة     |

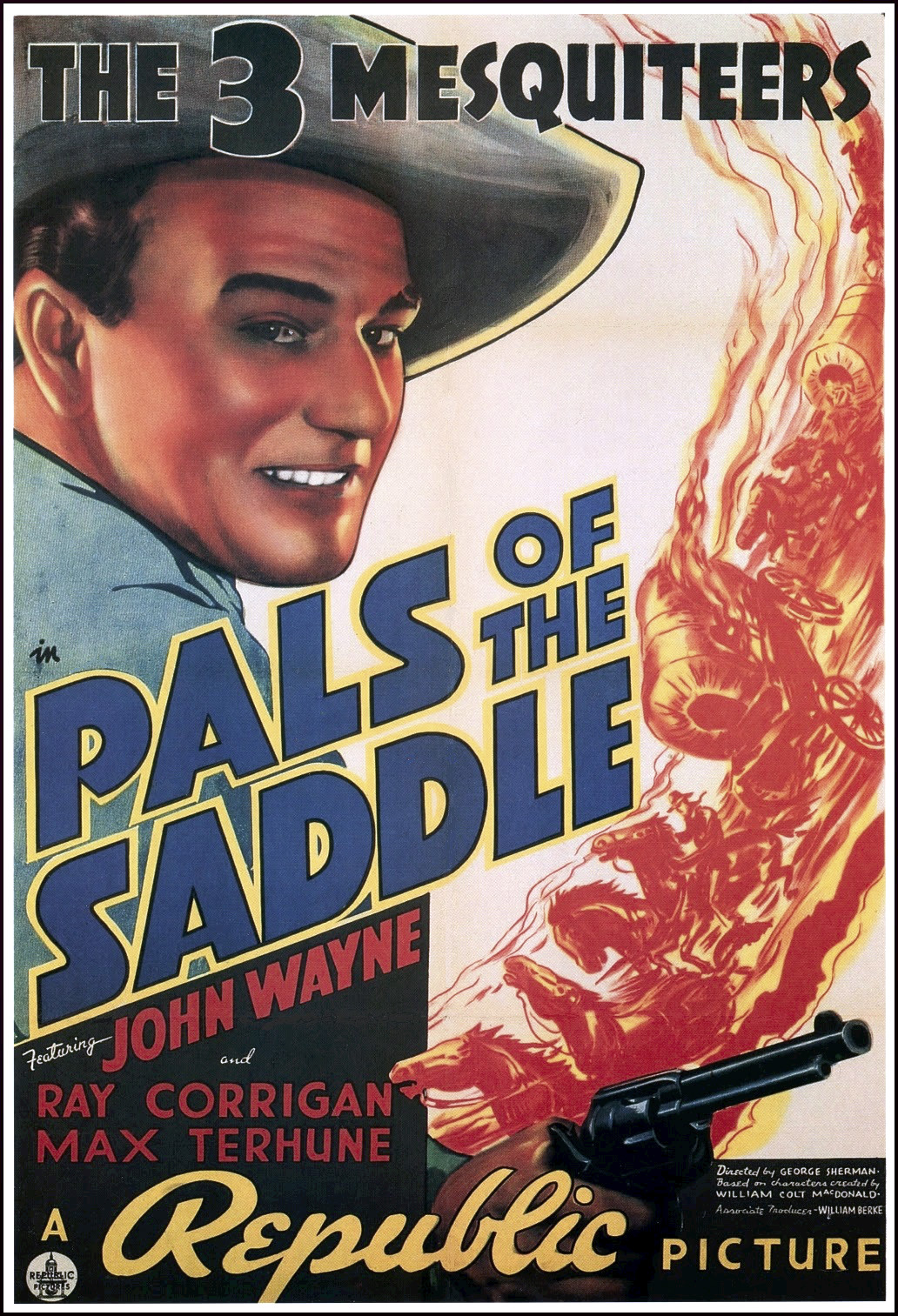
ستوني بروك (جون وين)، توسان سميث (راي كراش كوريغان)، ولولاباي جوسلين (ماكس تيرهيون) مثلوا أدوارهم الأولى في فيلم أصدقاء السرج من إنتاج أفلام ريبوبليك (1938) ومدته 55 دقيقة فقط.

قدر تافيس أن نصف الأفلام التي أنتجتها الشركات الكبيرة الثمانية في الثلاثينات كانت من أفلام الدرجة الثانية. وحسبها في ضمن الثلاثمائة فيلم المعدة سنويا بالعديد من شركات رصيف الفقر، وبهذا فنحو 75% تقريبا من أفلام هوليود في هذا العقد، وعددها أكثر من أربعة آلاف فيلم، صنفت كأفلام درجة ثانية..
كانت أفلام الغرب هي السائدة في الثلاثينات والأربعينات،  يرى المؤرخ السينمائي جون توسكا «بأن ما أنتج في الثلاثينات من هذه الأفلام — مثل أفلام توم ميكس أو باك جونز أو جون وين وغيرهم... مثلت الكمال الأمريكي بالنص الذي كتب بحرفية». وقد حقق أحد الأفلام الصغيرة النجاح بوضعه فكرة غير مألوفة، وهو فيلم غرب ممثلوه كلهم من الأقزام، ويدعى رعب البلدة الصغيرة (1938) وكان نجاحه كبيرا حتى أن شركة كولومبيا قامت بتوزيعه.
بعض هذه الأفلام تكون ضمن سلسلة، تعرض شخصيات شهيرة أو ممثلين في أدوار مألوفة. فقد أنتجت فوكس سلسلة أفلام، تتضمن شخصية تشارلي تشان، أو الإخوة ريتز، ومسرحيات موسيقية من بطولة الممثلة الطفلة جين ويذرز. هذه الأفلام تستهدف في العادة جمهور الشباب، حيث يعرض المسرح عرضا مزدوجا في النهار ويكون موجها للشباب، بينما يقدم فيلما واحدا في المساء لجمهور أكبر سنا. عادة ما تصنف سلسلات الأفلام ضمن أفلام الدرجة الثانية، لكن قد يكون هناك خلاف لهذه القاعدة، فقد أنتجت شركة إم جي إم، على سبيل المثال، سلسلة أفلام أندي هاردي بنجوم رئيسيين وميزانيات تماثل أفلام القمة لشركات كبيرة أخرى. بالنسبة للعديد من السلسلات، فلم تصل إلى مركز أفلام الدرجة الثانية في الشركات الكبرى.

### العصر الذهبي لهوليود: الأربعينات
بحلول الأربعينات، كان متوسط كلفة إنتاج فيلم أمريكي هو 400,000 دولار، وهي زيادة ضئيلة على مدى عشر سنوات. وانتهت عدة شركات صغيرة بحلول العقد. لم يحظ العرض المزدوج برواج عالمي، لكنه كان طريقة العرض السائدة في أمريكا، ففي عام 1941، كانت نحو 50 بالمائة من المسارح متخصصة في العروض المزدوجة، واستخدمت مسارح أخرى هذه السياسة بين الفينة والأخرى. في أوائل الأربعينات، أجبرت الشركات بالقانون على استبدال الحجز الجماعي الموسمي برزمات حددت في مجملها إلى خمسة أفلام. وضعت القيود أيضا على الشركات الكبيرة لفرض الحجوزات العمياء. كانت هذه عوامل حاسمة في انتقال الكبار الخمسة لتختص بالأفلام الرئيسية، ما زاد أهمية الشركات الأصغر كمورد لأفلام الدرجة الثانية. وكانت ذات كلفة منخفضة للغاية، ونادرا ما تجاوزت 200,000 دولار. في 1946، استطاع المنتج المستقل ديفد سيلزنيك أن يحقق النجاح بفيلمه الرخيص «مبارزة في الشمس» بالتسويق المكثف والإصدار الكبير. كانت خطة التوزيع ناجحة، رغم أن الفيلم انتقد لرداءته.
فيما عدا التكلفة فإن الفرق بين أفلام الدرجة الأولى والثانية لم يكن واضحا. حيث تصور الأفلام أحيانا بميزانية ضئيلة وتسوق كأفلام رئيسية: أحد أنجح أفلام العام 1943 كان أطفال هتلر، وهو من إنتاج RKO وأنفق عليه نحو 200,000 دولار. كسب الفيلم أكثر من 3 ملايين دولار. ويظهر هذا واضحا في عالم الفيلم نوار، حيث ترتبط الأفلام الشائعة عموما بالميزانية المنخفضة. وحتى أواخر الأربعينات، كان العرض المزدوج هو نمط العرض السائد — وكان سياسة متبعة في ربع المسارح في أمريكا وكانت شبه متبعة في ثلث آخر منها. بدأ شركات رصيف الفقر القيادية بتوسيع مجالها: في عام 1947، أسست مونوغرام شركة تابعة هي شركة تحالف الفنانين (AAPC)، لإنتاج وتوزيع أفلام أغلى نسبيا وأغلبها من منتجين مستقلين. في نفس الفترة، أنشأت ريبوبليك شركة تابعة تدعى «بريميير». في عام 1947، أدخلت شركة PRC مع شركة إيغل ليون، وهي شركة بريطانية هدفت لدخول السوق الأمريكية. وعين عليها بيان فوي كرئيس للإنتاج، وقد كان مراقبا لأفلام الدرجة الثانية في وارنر براذرز.

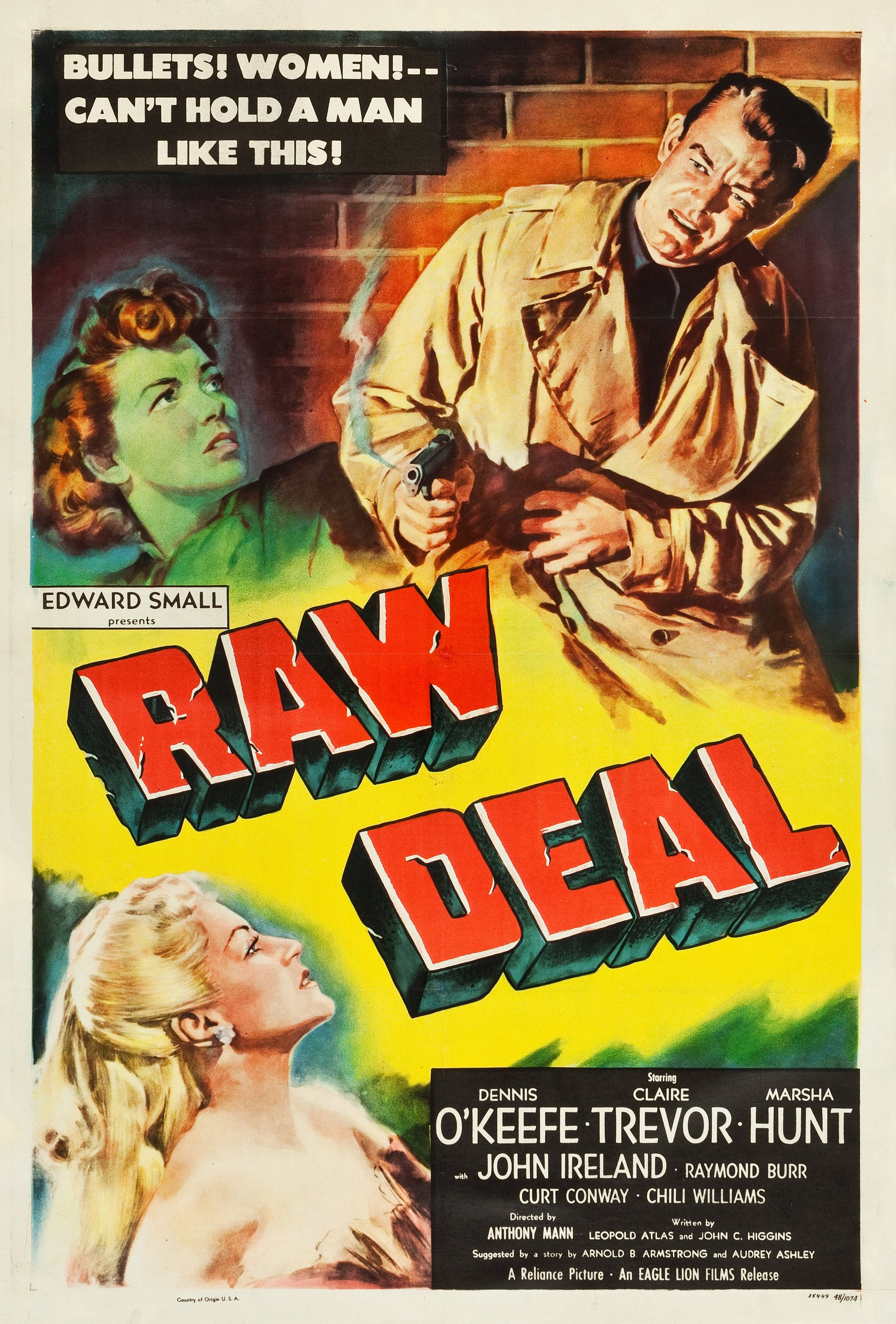
امتلكت العديد من أفلام النوار جمالا بصريا، وغالبا ما سوقت كأفلام إثارة صافية. فيلم رو ديل (1948)، كما كتب عنه الباحث روبرت سميث، "متألق بالسواد المخملي، والضباب، وملحقات أخرى تعبر عن الديكور وإضاءة أفلام النوار الشاعرية". أخرجه أنتوني مان وصوره جون ألتون، وأصدرته بشركة إيغل ليون.

في الأربعينات، برزت RKO بين الكبار الخمسة لتركيزها على أفلام الدرجة الثانية. من منظور حديث، فقد تكون أكبر وحدات أفلام الدرجة الثانية للشركات الكبرى وقتها هي وحدة فال لوتن لأفلام الرعب في RKO. أنتج لوتن أفلام غامضة مثل شعب القطط (1942)، مشيت مع زومبي (1943)، وسارق الجثث (1945)، التي أخرجها جاك تورمور وروبرت وايز، وآخرون اشتهروا لاحقا. الفيلم الذي يوصف الآن بأنه أول فيلم نوار الكلاسيكي يدعى غريب في الطابق الثالث (1940)، أنتج في شركة RKO، والتي أصدرت العديد من أفلام الإثارة الميلودرامية الإضافية في نسق مماثل. أنتجت الشركات الكبيرة الأخرى أيضا عددا كبيرا من الأفلام من طراز النوار. كانت وسائل التسلية الرخيصة هذه تهمل في وقتها، وفي العقود التالية أصبحت من كنوز هوليود في عصرها الذهبي.
على سبيل المثال، في عام 1947 أنتجت شركة RKO من بين عدة أفلام فيلمي نوار من الدرجة الثانية: اليائس، والشيطان يطلب رحلة. وأنتجت عشر أفلام نوار من الدرجة الثانية تلك السنة من الثلاثة الكبار في شركات رصيف الفقر — ريبوبليك، مونوغرام، بي آر سي/إيغل ليون — وواحد أتى من نقابة أفلام صغيرة. وساهمت الشركات الثلاثة الكبرى بجانب RKO بما مجموعه خمسة أفلام أخرى. بالإضافة إلى عشرة إضافية أو ما شابه من منتجي هوليود الآخرين. لا تزال أغلبية إصدارات الشركات الكبرى قليلة الميزانية من هذا الصنف مهملة الآن بشكل كبير. تضمن ناتج RKO التمثيلي أيضا سلسلات لوبي فيليز ولوم أند إبنر الهزلية، وأفلام إثارة تعرض شخصيات ساينت وفالكون، وأفلام الغرب من بطولة تيم هولت، وأفلام طرزان من بطولة جوني وايسمولر. كما لعب جين هيرشولت دور الدكتور كريستيان في ستة أفلام بين عامي 1939 و1941.
في شركات رصيف الفقر، أدت الميزانيات المنخفضة إلى أجرة أقل. طمحت شركة ريبوبليك إلى اكتساب الاحترام مل الشركات الكبيرة أفلام الغرب منخفضة أو متوسطة الميزانية التي تنتجها، كما أن مونوغرام حققت نجاحا بفيلم يعرض جنوح الأحداث يدعى «أين أطفالكم؟» (1943) وفيلم السجن «نساء في القيود» (1943). في عام 1947، أنتجت شركة PRC فيلم «الشيطان على العجلات» حيث جمع المراهقين والسيارات السريعة والموت. كان المخرج إدغار أولمر، بطاقمه الخاص وتحرره، قد أخرج أفلاما من كل صنف حيوي: أصدر فيلمه «الفتيات في الأغلال» في مايو 1943، قبل ستة أشهر من فيلم «النساء في العبودية»؛ في نهاية السنة، أخرج أولمر فيلم مراهقين موسيقي بعنوان «جايف جانكشن» وكذلك فيلم جزيرة الخطايا المنسية، وهو فيلم مغامرات في البحار الجنوبية تدور في ماخور.

### عصر التلفزيون في الخمسينات
في عام 1948، قررت المحكمة العليا في قضية مقاومة الاحتكار ضد الشركات الكبرى منع الحجز الجماعي وأدى هذا لتجريد الخمسة الكبار من سلسلة مسارحهم. وبدأ المشاهدون يتجهون نحو التلفزيون وخفضت الشركات جداول الإنتاج، فاختفى العرض المزدوج من العديد من المسارح الأمريكية في الخمسينات. روجت الشركات الرئيسية لفكرة التكرار، فعرضت مجموعة أفلام ناجحة سابقا كعروض ثانية بدل أفلام الدرجة الثانية التقليدية. عرض التلفزيون العديد من أفلام الغرب الكلاسيكية بالإضافة إلى مسلسلات الغرب الجديدة، بدأت سوق أفلام الدرجة الثانية بالانحسار. كانت تكلفة الفيلم تتزايد ببطء في الثلاثينات، ثم تضاعفت في الأربعينات، ووصلت إلى مليون دولار بانتهاء العقد — بزيادة 93 بالمائة بعد تعديل التضخم.
أهم الضحايا الأوائل لتغير السوق كانت شركة إيغل ليون، التي أصدرت آخر أفلامها عام 1951. بحلول العام 1953، اختفت شركة مونوغرام بعد أن تبنتها شركتها التابعة الأكبر، ألايد أرتيستس. في السنة التالية، أنتجت ألايد أرتيستس آخر سلسلات أفلام الغرب الرخيصة لها. أما أفلام الغرب الرخيصة الأخرى واصلت حضورها لبضعة سنوات أخرى، لكن شركة ريبوبليك، التي ارتبط اسمها بهذه الأفلام، توقفت عن إنتاج الأفلام بنهاية العقد. في الأنواع الأخرى، بينما واصلت يونيفرسال إنتاج سلسلة «ما أند با كيتل» حتى عام 1957، بينما ظلت ألايد أرتيستس تنتج أفلام «باوري بويز» حتى عام 1958. بينما ضعفت شركة RKO بسبب سوء الإدارة وغادرت صناعة السينما عام 1957. ازداد متوسط مدة عرض أفلام هوليود الرئيسية — حيث كان معدل طول أول عشرة أفلام على شباك التذاكر في عام 1940 بمتوسط 112.5 دقيقة؛ وكان المتوسط عام 1955 لنفس الفئة هو 123.4. ازداد معدل عرض أفلام الدرجة الثانية أيضا، فعندما كان معدل زمن عرض الفيلم الطويل نحو ساعة في الماضي؛ زادت بحيث لا تقل عن 70 دقيقة. ولكن في الوقت الذي انحسرت فيه العروض المزدوجة كطريقة للعرض، ظل تعبير أفلام الدرجة الثانية يشير إلى أي فيلم منخفض التكلفة من بطولة ممثلين غير معروفين نسبيا. احتفظ التعبير بمعناه السابق بأن هذه الأفلام اعتمدت على حبكات محددة، وشخصيات أدبية، وإثارة بسيطة أو كوميديا غير معقدة. في الوقت نفسه، أصبح عالم أفلام الدرجة الثانية أرضا خصبة جدا للتجارب، سواء كانت جدية وغريبة.
إدا لوبينو، التي اشتهرت كممثلة، بدأت مسيرتها بكونها المخرجة الوحيدة في هوليود في عصرها. وقد اخرجت وأنتجت لصالح شركتها، فيلميكرز، حيث دخلت في مواضيع محرمة مثل الاغتصاب في فيلم غضب (1950) وتعدد الزوجات في فيلم صاحب الزوجتين (1953). وأحد أشهر الأفلام التي أخرجتها كان هيتش هايكر (1953)، من إنتاج RKO، وهو المثال الوحيد بين كلاسيكيات الفيلم نوار التي أخرجتها امرأة. أحد أشهر الأفلام من هذا النوع، هو فيلم مستقل بعنوان كيس مي ديدلي (1955)، يمثل الموقع المتوسط المظلم بين الأفلام الرئيسية ونظيرتها من الدرجة الثانية. كان طول الفيلم 106 دقيقة كالأفلام الرئيسية، لكن نجمه رالف ميكر، ظهر قبلها في فيلم رئيسي واحد فقط. وكان مصدره من مجلات الخيال، من إحدى روايات ميكي سبيلين ومايك هامر، لكن طريقة إخراج روبرت ألدريتش أظهرت منحى جماليا ووعيا ذاتيا.

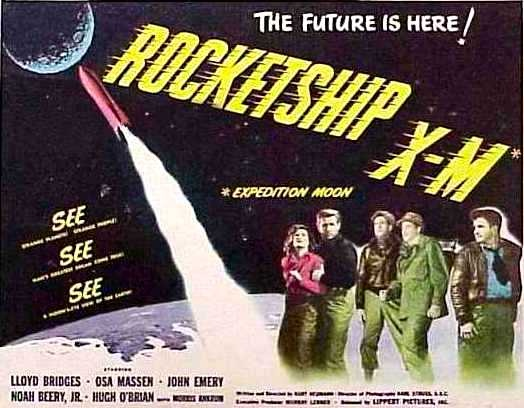
السفينة الفضائية إكس إم (1950)، أنتج من قبل شركة أفلام ليبرت الصغيرة، ويستشهد به كأحد أوائل أفلام "المحرقة النووية". وكان في طليعة موجة كبيرة من الأفلام، أغلبها منخفض التكلفة والعديد منها نسي، وصنفت ضمن "سينما القنبلة الذرية".

كان الخوف من الحرب النووية مع الاتحاد السوفيتي، وكذلك الهواجس حول التساقط الإشعاعي من اختبارات أمريكا الذرية، قد ألهم العديد من أفلام تلك الفترة. وأصبح الخيال العلمي والرعب ذا أهمية اقتصادية لدى أكثر الأفلام الرخيصة. وهذه الأفلام لم تعرض أكثر من الإثارة رغم أن مؤثراتها الخاصة كانت مبهرة في زمنها،  ومن هذه الأفلام إنتاجات وليام ألاند على يونيفرسال (المخلوق من البحيرة السوداء [1954]) وسام كاتزمان في كولومبيا (أتى من تحت البحر [1955]). لكن هذه الأفلام قد تستعمل أيضا كغطاء للملاحظات الثقافية الجارحة التي يصعب ذكرها غالبا في الأفلام السائدة. أصدر المخرج دون سيغل فيلم غزو سارقي الأجساد (1956)، عن طريق ألايد أرتيستس، ويعالج ضغوط العادات وشر الابتذال في أسلوب مجازي. الرجل الهائل المدهش (1957)، من إخراج بيرت غوردن، وهو فيلم وحوش يصور التأثيرات الشنيعة للتعرض للإشعاعات."
أصدر الرجل الهائل المدهش من قبل شركة جديدة كان اسمها أكبر من ميزانياتها. أسست شركة أفلام أميريكان إنترناشنال (AIP)، في عام 1956 من قبل جيمس نيكلسون وصامويل أركوف بعد إعادة تنظيم شركتهم أميريكان ريليسينغ (ARC)، أصبحت فيما بعد الشركة الأمريكية الرائدة والتي كرس عملها كليا نحو أفلام الدرجة الثانية. ساعدت هذه الشركة على إبقاء أسلوب العرض المزدوج حيا عبر الرزم الثنائية لأفلامها: كانت هذه الأفلام قليلة الميزانية، لكن بدلا من تأجيرها بنسبة ثابتة، أجرت على نسبة مئوية مثل الأفلام الرئيسية. كان نجاح فيلم "كنت مراهقا مستذئبا" (1957) قد أعاد أميريكان إنترناشنال إلى الواجهة — فقد أنتج الفيلم بحوالي 100,000 دولار، وربح أكثر من مليونين. وكما يظهر عنوان الفيلم، اعتمد الفيلم على الخيال وسينما المراهقين. عندما نجح فيلم "عصابة السيارات السريعة" (1958)، ظهرت أفلام رعب السيارات: شبح دراغستريب هولو (1959). ينسب ديفد كوك إلى أميريكان إنترناشنال في ريادتها "للأفلام الاستغلالية التي يستهدف تسويقها شرائح سنية مختلفة، وملأ الحجوز، وجميعها ممارسات أصبحت شائعة بين الشركات الكبيرة في إصدار الأفلام التي تتبع أحداثا معينة منذ أواخر السبعينات. من ناحية المحتوى، فقد أنتجت الشركات الكبرى أيضا أفلام حول جنوح المراهقين، مثل فيلم وارنر براذرز "شاب جامح" (1957) وإم جي إم في "هاي سكول كونفيدنشال" (1958)، وكلاهما من بطولة مامي فان دورن.
في عام 1954، أصدر منتج أفلام شاب يدعى روجر كورمان أول أفلامه ككاتب ومنتج شريك في فيلم «شبكة الطريق السريع» من شركة ألايد أرتيستس. أنتج كورمان أول فيلم له بشكل مستقل، الوحش من قاع المحيط، بميزانية 12,000 دولار ومدة تصوير ستة أيام. من بين الأفلام الستة التي أصدرها كورمان عام 1955، أنتج وأخرج أول فيلم له على أميريكان ريليسينغ، «امرأة من الأباتشي»، وفيلم «اليوم الذي انتهى فيه العالم». استمر كورمان في إخراجه لأكثر من خمسين فيلما طويلا حتى عام 1990. وحتى عام 2007، بقى نشاطه كمنتج، ووضع اسمه على أكثر من 350 فيلما. كثيرا ما دعي ورمان بأنه «ملك أفلام الدرجة الثانية»، وقال «حسب طريقة تفكيري، لم أنتج أي فيلم درجة ثانية في حياتي»، حيث بدأت أفلام الدرجة الثانية بالانقراض عندما بدأ مسيرته. في السنوات التالية ساعد كورمان مجموعة من عمالقة السينما في بداياتهم، مثل فرانسيس فورد كوبولا، جوناثان ديم، روبرت تاون، وروبرت دي نيرو، وعدة آخرين.
في أواخر الخمسينات، كان وليام كاسل معروفا بابتكاره للحيل الدعاية والإعلانية. فقد دعي مشاهدي فيلم «ماكابر» (1958)، الذي أنتجته شركة ألايد أرتيستس بنحو 86,000 دولار، لأخذ وثائق تأمين لأي حالة وفاة من الخوف. أحد أفلام كاسل وهو تينغلر (1959) أظهر أشهر حيله، ففي ذروة الفيلم، ربط أجراس بمقاعد مختارة من المسرح تهز بعضا من جمهور بشكل مفاجئ، وقد يدفعهم هذا للصراخ أو الضحك.
كان ازدهار مسارح الهواء الطلق بعد الحرب عاملا حيويا في توسع صناعة سينما الدرجة الثانية. ففي يناير 1945، كان هناك 96 مسرح في الولايات المتحدة؛ ثم ارتفع بعد عقد من الزمن إلى أكثر من 3,700. كانت الأفلام المتواضعة ذات الحبكات المألوفة والبسيطة مناسبة للجمهور، بسبب سهولة تشتت انتباه المشاهد. أصبحت ظاهرة مسارح الهواء الطلق واحدة من رموز للثقافة الشعبية الأمريكية في الخمسينات. وفي نفس الوقت، بدأت عدة من محطات تلفزيون محلية تعرض أفلام الدرجة الثانية في فترات متأخرة من الليل، فنشرت فكرة فيلم منتصف الليل.
انضمت الأفلام الأجنبية الرخيصة إلى نظيرتها الأمريكية بنحو متزايد، وتمت دبلجتها للسوق الأمريكية. في عام 1956، مول الموزع جوزف ليفاين تصوير فيلم جديد مع الممثل الأمريكي رايموند بور وتم إدخاله إلى فيلم الرعب الخيال العلمي الياباني غودزيلا. أنتجت شركة هامر فيلم البريطانية فيلما ناجحا هو لعنة فرانكنشتاين (1957) ودراكولا (1958)، والتي كان لها تأثير رئيسي على أفلام الرعب في المستقبل. في عام 1959، اشترت شركة إمباسي التابعة لليفاين حقوق العرض العالمية لفيلم هرقل، وهو فيلم رخيص بإنتاج إيطالي من بطولة لاعب كمال الأجسام الأمريكي ستيف ريفز. أنفق ليفاين 125,000 دولار كسعر لشراء الحقوق، ثم صرف 1.5 مليون دولار على الدعاية والإعلان، وهو مبلغ غير مسبوق عمليا. لكن كتاب نيو يورك تايمز لم يعجبهم الفيلم، وزعموا أن الفيلم «لم يكن ليبعث إلا على التثاؤب في سوق السينما... لو لم يصدر في كافة أنحاء البلاد مع وابل من الدعاية والإعلان يبعث على الصمم». اعتمد ليفاين على شباك التذاكر في نهاية الأسبوع الأول ليجمع أرباحه، وحجز الفيلم «إلى قدر ما يمكنه من مسارح لمدة أسبوع فقط، ثم يسحبه قبل يتكلم النقاد والجمهور بالسوء عنه». افتتح فيلم هرقل في 600 مسرح شهير، وحققت استراتيجيته نجاحا كبيرا: فقد كسب الفيلم 4.7 مليون دولار في الأجور المحلية، بل أنه كان ناجحا بدرجة أكبر في الخارج. خلال بضعة عقود، سيطرت على هوليود فلسفة ليفاين التسويقية، سواء على الأفلام السائدة أو الاستغلالية.

### الستينات
رغم كل التحولات التي مرت بهت السينما، كان متوسط كلفة إنتاج فيلم أمريكي طويل لا يتجاوز مليوني دولار فقط — بعد تعديل التضخم، فهي لم ترتفع بأكثر من عشرة بالمائة عما كانت عليه عام 1950. بدأت العروض المزدوجة بالاختفاء فعليا من أغلب المسارح. استورد جوزف ليفاين فيلما آخر من أفلام الأساطير (والتي عرفت بسينما السيف والصندل)، بعنوان «هرقل محررا»، وافتتح في مسارح أحياء نيويورك. وأصدر فيلم إثارة يدعى «الرعب في زي رجل»، في الصالات مع حيلة دعائية: «فيتضمن 'جرسا تحذيريا' لكي يغلق أصحاب القلوب الضعيفة أعينهم». في تلك السنة، سلك روجر كورمان مع أميريكان إنترناشنال دربا جديدا حيث قال: «عندما طلبوا مني إنتاج فيلمي رعب بالأبيض والأسود في عشرة أيام ليعرض كعرض مزدوج، أقنعتهم بدل ذلك بتمويل فيلم رعب واحد بالألوان». كانت النتيجة فيلم «بيت أشر» والذي يمثل حالة الإبهام الموجودة في تعريف أفلام الدرجة الثانية. فقد كان من الواضح أنه فيلم رئيسي حسب معايير الإنتاج حسب كل من المخرج والشركة، مع فترة تصوير أطول وميزانية أكبر من أي من أفلام كورمان. لكنه يعتبر إجمالا كفيلم درجة ثانية: ففترة التصوير كانت خمسة عشر يوما فقط، الميزانية لم تتجاوز 200,000 دولار (عشر معدل الإنتاج)،  ومدة عرضه 85 دقيقة بالكاد تتجاوز التعريف القديم الذي يصنف هذه الأفلام تحت 80 دقيقة.
عندما خفت قيود الرقابة على الأفلام، توسعت قابلية النجاح التجاري في الستينات لمجموعة من أفلام الدرجة الثانية والتي عرف في مجموعها بالأفلام الاستغلالية (لأنها تستغل موضوعا شائكا). كانت الأفلام تحظى بدعاية مكثفة ومليئة بالحيل وتعرض مواد بذيئة وصورا شائنة — عرفت في الأصل باسم الأفلام الهامشية التي أنتجت في أسفل الدرجات بين شركات رصيف الفقر أو التي أنتجت خارج نظام هوليود. صورت العديد منها عواقب الذنوب وروّجت لأسلوب الحياة المتعقل، خصوصا في موضوع «النظافة الجنسية». قد يرى الجمهور مشاهد صريحة من الولادة وحتى الختان. لم تحجز هذه الأفلام في الغالب كجزء من جدول برامج قاعات السينما لكنها تقدم بالأحرى كبرامج خاصة من قبل المروجين الجوالين (وربما تظهر أيضا كعروض في الملاهي الليلية، الذي لم يكن لها أي جدول منتظم على الإطلاق). أشهر أولئك المروجين، كروغر باب، كان في طليعة مسوّقي الأفلام منخفضة التكلفة وحملة التشبع الكبيرة، حيث يغمر الجمهور المستهدف بالإعلانات في أي وسيلة إعلام يمكن تخيلها. في عصر العروض المزدوجة التقليدية، لم يكن أحد كان ليصنف هذه النوعية كأفلام درجة ثانية. بعد أن خرجت الشركات الكبيرة من سوق الدرجة الثانية، وأصبح تسويق الأفلام الاستغلالية ممارسة أكثر شيوعا بين شركات الأفلام الأرخص، أصبح تعبير «الأفلام الاستغلالية» يشير إلى كامل الأفلام قليلة الميزانية غير الدرامية. في الستينات أصبحت الأفلام الاستغلالية محورية في عالم أفلام الدرجة الثانية.

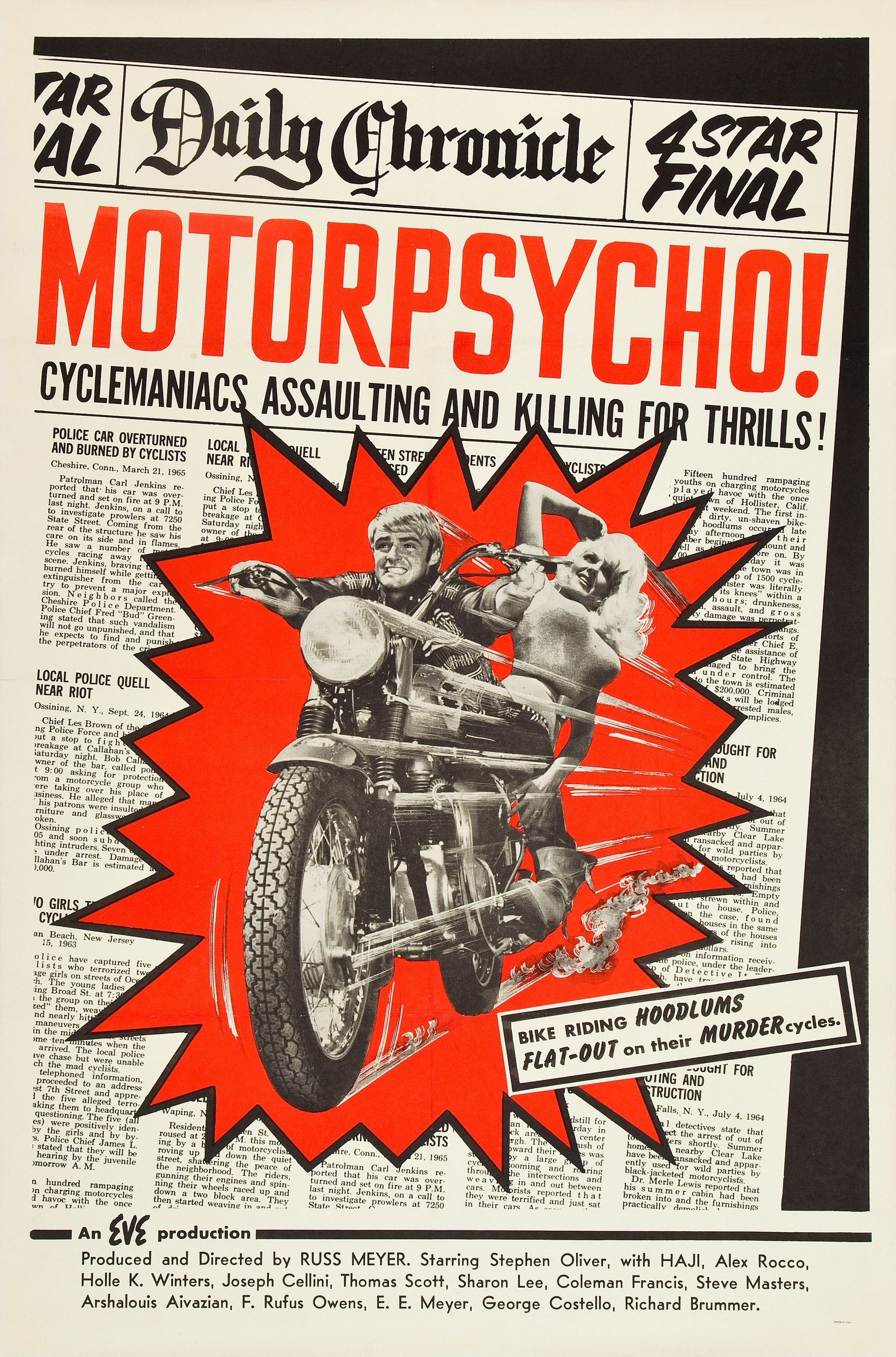
فيلم موتورسايكو (1965) لم يكن تسويقه صعبا. فقد رافقته سمعة المخرج روس ماير المعروف بأفلام الإغراء؛ ومواضيع عصابات الدراجين ("Murdercycles") التي أثبتت شعبيتها في وقت لاحق؛ وكلمة "سايكو" في العنوان التي راجت وقتها.

واصلت الأفلام الاستغلالية ظهورها بشكلها الأصلي: في فيلم «سلع تالفة» (1961)، تروي حكاية تحذيرية حول شابة أدت علاقتها مع صديقها إصابتها بمرض تناسلي، وعرضت به لقطات لمقربة وبشعة للآثار الطبيعية للأمراض التناسلية. في نفس الوقت، تداخلت الأفلام الاستغلالية البسيطة مع أفلام العراة، وتعرض هذه الأفلام معسكرات العراة أو فنانات التعري مثل بيتي بيج وكانت تمثل الأفلام الإباحية البسيطة في العقود السابقة. في أواخر الخمسينات، كرست أغلبية الملاهي القديمة نفسها إلى أفلام الراشدين، وبدأ عدة منتجين بإنتاج أفلام العراة مع التركيز على القصة. أشهر مثال كان روس ماير، الذي أنتج أول أفلامه الروائية الناجحة، السيد تيز الوقح (1959). بعد خمسة سنوات، أنتج ماير أحد أنجح أفلامه، بعنوان لورنا، والذي جمع الجنس والعنف والقصة المثيرة. أنتج روس ماير عام 1965 فيلما بعنوان Faster, Pussycat! Kill! Kill!، بميزانية قدرها حوالي 45,000 دولار، وأصبح أشهر أفلامه فيما يسمى بالأفلام الاستغلالية الجنسية Sexploitation. لم يحتوِ الفيلم على عري، ووجه نحو مسارح الهواء الطلق التي عرضت أفلام المراهقين من إنتاج أميريكان إنترناشنال التي كانت من بطولة أنيت فونيتشيلو وفرانكي أفالون. أنتج روجر كورمان فيلم الرحلة (1967)، وكتب سيناريو الفيلم الممثل جاك نيكلسون، ولم يظهر أي عرى، لكنه كان ذا موضع إغرائي.
أحد أهم الأفلام في تلك الفترة للعصر، والذي أثر على أفلام الدرجة الثانية وغيرها، كان فيلم باراماونت سايكو. حقق 8.5 مليون دولار إيرادات مقابل كلفة إنتاج 800,000 دولار، ما جعلته الفيلم الأعلى ربحا عام 1960. تم توزيعه بين الأفلام السائدة بدون موافقة قوانين الإنتاج، فساعد هذا على إضعاف الرقابة على الأفلام في أمريكا. وكما يشير وليام بول، هذه الإضافة إلى أفلام الرعب من قبل المخرج المحترم ألفريد هيتشكوك قد قدمها، "بأقل ميزانية في مسيرته الأمريكية وبنجوم أقل وهجا. وتأثيره الأعظم كان على أفلام الرعب الرخيصة (بالأخص أفلام وليام كاسل)، وكل منها حاول وضع نفسه كفيلم أشد رعبا من سايكو. أخرج كاسل أول أفلامه في ظل سايكو، بعنوان القاتل (1961)، وهي خطوة مبكرة في تطور أفلام السلاشر التي ازدهرت منذ أواخر السبعينات. مأدبة الدم (1963)، وهو فيلم حول بتر أطراف الجسد وتحضيرها للطبخ وأنتج بنحو 24,000 دولار تقريبا من قبل هيرشل غوردون لويس، وكان فاتحة فرع جديد وناجح من أفلام الرعب وهي أفلام الدم. قام ديفد فريدمان، وهو شريك لويس، بوضع دعاية للفيلم بأن وزع أكياس قيء على الجمهور — وهي حيلة تفوق فيها كاسل — وتنظيم أمر قضائي ضد الفيلم في ساراسوتا، فلوريدا — وهي مشكلة لطالما واجهتها الأفلام الاستغلالية، سوى أن فريدمان خطط لها. هذا الجيل الجديد الأفلام مثّل الفئة الصاعدة من الأفلام الاستغلالية — تبنت الفئة التقليدية وعناصر العري والرعب، إلى فروع كلاسيكية أخرى من الدرجة الثانية، وإلى صناعة السينما منخفضة التكلفة ككل. كانت أفلام الرعب الصريحة والأفلام الصفراء الإيطالية التي استوردتها شركة هامر فيلم، قد مزجت بين الأفلام الاستغلالية الجنسية والعنف الشديد، وعذّت هذا التيار.
ألغيت قواعد الإنتاج رسميا في عام 1968، واستبدل بالنسخة الأولى من نظام التقدير الحديث. في تلك السنة، ظهر فيلما رعب افتتحا التيار الذي ساد بين أفلام الرعب الأمريكية في العقد التالي، وكانت لهما نتائج مؤثرة على أفلام الدرجة الثانية. أحدهما كان من باراماونت بميزانية عالية، ومن إخراج رومان بولانسكي، وأنتجه خبير الرعب وليام كاسل، وهو فيلم «طفل روزماري» الذي كان من أيقونات هوليود في الرعب لثلاثة عقود. حقق نجاحا بين النقاد وكان سابع أنجح فيلم على شباك التذاكر في تلك السنة. الآخر كان فيلم جورج روميرو الشهير ليلة الأموات الأحياء، وصور في عطل نهاية الأسبوع في بيتسبرغ وحواليها بميزانية 114,000 دولار. وبنى إنجازه على أفلام سابقة ناجحة مثل «غزو سارقي الأجساد» في استكشافه الضمني للقضايا الاجتماعية والسياسية، حيث كانت قصته إسقاطا فعالا ونقدا حادا لحرب فيتنام والخلافات العرقية المحلية. أما أكبر آثاره فقد كان تحطيمه لنمطيات أفلام الرعب بشكل ذكي ووضع صلة بين التصوير الاستغلالي، وقلة التكلفة، ووسائل الإنتاج المستقلة، والربحية العالية. وبعد رحيل قواعد الإنتاج وإنشاء الدرجة إكس، استطاعت الشركات الكبرى إنتاج أفلام رئيسية مثل فارس منتصف الليل والتي تعرض مشهد للراشدين، بينما ازدهرت سوق الإباحية الصريحة بشكل مفاجئ. وفي هذا التحول التجاري، اكتسبت أعمال مثل أفلام روس ماير شرعية جديدة. في عام 1969، أنتج ماير فيلم Finders Keepers, Lovers Weepers!، وهو الأول بين أفلامه التي تم تقييمه في جريدة نيو يورك تايمز. وفي وقت لاحق، أنتج كورمان أيضا الأفلام الاستغلالية الجنسية والتي احتوت على العري مثل ممرضات العيادة الخاصة (1971) ونساء في أقفاص (1971).
في مايو 1969، عرضت أهم الأفلام الاستغلالية في ذاك العصر في مهرجان كان السينمائي. ويدين فيلم الفارس السهل بشهرته بين الأفلام الاستغلالية بأنه أنتج بميزانية محترمة، أو معتدلة على الأقل، وأصدرته شركة كبرى. أخذ بيتر فوندا المشروع أولا إلى شركة أميريكان إنترناشنال. كان فوندا قد سطع نجمه مع أميريكان إنترناشنال في فيلم الملائكة البرية (1966)، حول عصابات الدرجات، والرحلة حول تعاطي عقار إل إس دي، وكلاهما من إنتاج كورمان. كان مشروع فوندا يجمع هاتين الفكرتين. أعجبت أميريكان إنترناشنال بالفكرة لكنها رفضت أن تعطي معاونه دينيس هوبر الذي كان من خريجي كورمان، مطلق اليد في الإخراج. في النهاية استطاعوا تأمين التمويل والتوزيع بتوقيع عقد مع كولومبيا، وجمعا معهما أيضا اثنين من خريجي كورمان إلى المشروع: جاك نيكلسون والمصور السينائي لازلو كوفاتش. دمج الفيلم عنصرا آخر هو ثقافة الريدنيك (الفلاحين في أمريكا)، بالإضافة إلى كمية كبيرة من العري، وأنتج بكلفة 501,000 دولار. وكسب 19.1 مليون دولار في الإيجارات. وكما قال المؤرخان سيث كاغين وفيليب دراي، فإن الفارس السهل أصبح «فيلما مؤثرا ومثل جسرا بين كل الميول المكبوتة التي تمثلت بالأفلام الرخيصة منذ فجر هوليود والسينما السائدة في السبعينات».

### السبعينات
في أواخر الستينات وأوائل السبعينات، ظهر جيل جديد من شركات الأفلام منخفضة الميزانية التي رسمت الحدود المختلفة بين الأفلام الاستغلالية بالإضافة إلى مواضيع المراهقين والخيال العلمي التي كانت ركنا أساسيا منذ الخمسينات. وبدأت شركات، مثل نيو ورلد وكانون ونيو لاين، بإيصال الأفلام الاستغلالية إلى مسارح الأفلام السائدة في كافة أرجاء البلاد. وازدادت مدة عرض أفلام الشركات الكبرى في ذلك الوقت — في عام 1970، كان متوسط عرض أعلى عشرة أفلام دخلا 140.1 دقيقة. كما ازدادت مدة عرض أفلام الدرجة الثانية بنفس المنوال. في عام 1955، قام كورمان بالمساهمة بإنتاج خمسة أفلام متوسط طولها 74.8 دقيقة. وكان له دور مماثل في خمسة أفلام أصدرت في عام 1970، اثنان منهما من إنتاج اميريكان إنترناشنال وثلاثة من إنتاج نيو ورلد الخاصة به، وكان متوسط طولها 89.8 دقيقة. وقد تتمكن هذه الأفلام من تحقيق ربح جيد. أول إصدارات نيو ورلد كان فيلم بعنوان أنجلز داي هارد، وتكلف إنتاجه 117,000 دولار وكسب أكثر من مليوني دولار في شباك التذاكر.
في 1973، أعطت شركة أميريكان إنترناشنال فرصة للمخرج الشاب براين دي بالما في فيلم الأخوات. وفي مراجعة للفيلم، ذكرت بولين كايل بأنه «لا يظهر أن تقنيته الهزيلة مهمة للذين يريدون أفلام الدم... فلا يمكنه وضع حوار بين شخصين ليوضح نقطة بسيطة دون أن يظهر نفسه كفيلم ممل من الثلاثينات». وكذلك أنتجت عدة أفلام استغلالية سوداء (موجهة للجمهور الأسود)، وعرضت قصصا مليئة بالأفكار الشائعة التي تدور حول المخدرات والجريمة والدعارة، وأنتجت أميريكن إنترناشنال كثيرا منها. ومن أكبر نجوم هذا الصنف كانت بام غرير، التي ابتدأت مسيرتها في دور صغير مع روس ماير في فيلم «ما بعد وادي الدمى» (1970). تلتها عدة أفلام من إنتاج نيو ورلد، منها «بيت الدمى الكبير» (1971) و«قفص الطيور الكبير» (1972)، كلاهما من إخراج جاك هيل. وأخرج هيل أشهر أفلامه أيضا، في فيلمين أسودين من إنتاج أميريكان إنترناشنال: كوفي (1973) وفوكسي براون (1974).
كانت الأفلام الاستغلالية السوداء من أوائل هذا الصنف عندما دخلت به الشركات الكبرى. وقد يعتبر فيلم «كوتن يذهب إلى هارلم» (1970)، من إخراج أوسي ديفيس، كأول فيلم مهم من هذا النوع. لكن الفيلم الذي أشعل ظاهرة الأفلام الاستغلالية السوداء كان الفيلم المستقل Sweet Sweetback's Baadasssss Song (1971) والذي قد يعتبر أيضا أهم الأمثلة التصويرية من هذا الصنف: فهو إباحي وتجريبي، ويعتبر بيانا عاما لثورة السود الأمريكيين. كتب ميلفن فان بيبلز قصة الفيلم، واشترك في إنتاجه وأخرجه ومثل فيه وحرره وأعد الموسيقى وقام بإكماله بقرض من بيل كوسبي. كانت الشركة الموزعة تدعى سينميشن، وعرفت بإصدارها نسخا مدبلجة من أفلام موندو كاني الإيطالية، والفيلم الإباحي السويدي فاني هيل. هذه الأفلام عرضت في الملاهي — وكثير منها لم تبرز كدور سينما إباحية، لكن بالأحرى كمسارح لعرض الأفلام الاستغلالية. ورحلت الأيام التي كان يعرض فيها ست قصص قصيرة مقابل 5 سنتات، لكن استمراريتها كانت واضحة.
في عام 1970، أخرجت الأمريكية باربرا لودن في أول أفلامها فيلما دراما وجريمة منخفض التكلفة بعنوان «واندا» وصور على فيلم 16 مليمتر، وربح جائزة النقاد الدولية في مهرجان البندقية السينمائي. وكان هذا الفيلم حدثا مؤثرا في حركة الأفلام المستقلة وأفلام الدرجة الثانية الكلاسيكية. كانت مكونات الفيلم كحبكة الجرائم والاستوديو البسيط مطابقة لأفلام النوار من الدرجة الثانية. تكلف الإنتاج 115,000 دولار،  أمضت لودن ست سنوات لجمع هذا المبلغ. ومثلما فعل روميرو وفان بيبلز، فقد صنع منتجون آخرون أفلاما دمجت الترفيه الاستغلالي البسيط بالتعليقات الاجتماعي اللاذعة. أول ثلاثة أفلام أخرجها لاري كوهن، عظم (1972)، قيصر الأسود (1973)، وجحيم في هارلم (1973)، كانت أفلاما استغلالية سوداء اسميا، لكن كوهين استعملهم كوسيلة لتصوير العلاقات العرقية والرأسمالية بشكل ساخر. فيلم الرعب الدموي Deathdream (1974)، أخرجه بوب كلارك، هو أيضا احتجاج على حرب فيتنام. صنع منتج الأفلام الكندي ديفد كروننبرغ مجموعة من أفلام الرعب منخفضة الميزانية كانت تضميناتها نفسية ووجودية عن أن تكون أيديولوجية: رعشات (1975)، مسعور (1977)، الذرية (1979). أحد الأفلام الذي كان رائدا في جمع المحتوى الاستغلالي والمعالجة الفنية في الأفلام متوسطة الميزانية عبر السنوات التالية هو فيلم الدراجين إليكترا غلايد في الأزرق (1973)، وأخرجه جيمس وليام غيرسيو.
في أوائل السبعينات، بدأ الاتجاه بعرض الأفلام غير السائدة كعروض ليلية، بهدف بناء جمهور من المعجبين، فأتى مفهوم فيلم منتصف الليل إلى دور السينما، وكانت أغلبها تدور حول مواضيع الثقافة المضادة، كما في مسارح الهواء الطلق. أحد أوائل الأفلام التي تبنتها الطريقة الجديدة في 1971 هو فيلم ليلة الأموات الأحياء الذي عرض قبل ثلاثة سنوات. كانت أفلام منتصف الليل الناجحة وذات الكلفة المنخفضة قد أنتجت بالكامل خارج نظام الشركات، مثل فيلم جون واترز بينك فلامينغوز (1972)، وكان ميالا للأفلام الاستغلالية الفاضحة، ما دفع لتطوير حركة الأفلام المستقلة. برنامج روكي لأفلام الرعب (1975)، فيلم رخيص من إنتاج فوكس القرن العشرين وسخر من كل أساليب أفلام الدرجة الثانية المبتذلة، وحقق نجاحا فريدا عندما أعيد إصداره ضمن أفلام منتصف الليل بعد سنة من إصداره الأولي وغير المربح. ورغم أنه أصبح ظاهرة ثقافية خاصة به، ساهم في إدخال أفلام منتصف الليل المسرحية نحو التيار السائد.
بدأت أفلام فنون القتال الآسيوية بالظهور كمستوردات خلال السبعينات بشكل منتظم. أفلام «الكونغ فو» هذه كما تسمى، مهما كان الفن القتالي المعروض، شاعت في الولايات المتحدة عن طريق أفلام بروس لي المنتجة في هونغ كونغ، وسوق إلى نفس الجمهور الذي استهدفته شركتا أميريكان إنترناشنال ونيو ورلد. واصلت أفلام الرعب جذب المخرجين المستقلين الصغار. كما وضح روجر إيبرت في تقييم قدمه عام 1974، «تدرّ أفلام الرعب والاستغلال الربح دوما إذا ما أنتجت بالسعر الصحيح. لذا فهي تشكل بداية جيدة لمنتجي الأفلام الطموحين الذين لا يمكنهم الوصول بمشاريع أكثر تقليدية لتحقيق النجاح». أهم الأفلام بهذا الخصوص كان «تكساس تشيسو ماساكر» الذي أنتجه توب هوبر بأقل من 300,000 دولا، أصبح أحد أكثر من أفلام الرعب تأثيرا في السبعينات. أنتج جون كاربنتر فيلم هالوين (1978)، بميزانية 320,000 دولار، وربح أكثر من 80 مليون حول العالم ووضع أفلام السلاشر عمليا في مقدمة أفلام الرعب للعقد التالي. وكما تعلم هوبر من عمل روميرو، فإن فيلم هالوين تبع بشكل كبير نموذج عيد الميلاد الأسود (1974)، الذي أخرجه مخرج «حلم الموت» من قبل بوب كلارك.
في السبعينات، بدأ عرض الأفلام الطويلة على التلفزيون يحاكي أفلام الدرجة الثانية أيضا. حيث زاد إنتاج الأفلام التلفزيونية مع تقديم فيلم الأسبوع مع أي بي سي في عام 1969، وقامت شبكات أخرى بتكريس فترات عرض للأفلام الأصلية، وكانت العوامل المالية والزمنية قد أدخلت هذه الأفلام تدريجيا إلى نطاق الدرجة الثانية. كانت أفلام التلفزيون تستقي أفكارها من الأحداث الأخيرة — مثل «محنة باتي هيرست»، الذي عرض بعد شهر خروجها من السجن في عام 1979 — وهي تعود إلى العشرينات في أفلام مثل «حطام بشري» و«عندما يبرد الحب»، وقد أنتجتها شركة FBO بجدول تصوير قصير حول مشاكل المشاهير. العديد من أفلام التلفزيون في السبعينات — مثل فتى كاليفورنيا (1974)، من بطولة مارتن شين — كانت تتجه نحو الأكشن الذي كان مألوفا في أفلام الدرجة الثانية المعاصرة.
كانت انعكاسات الفارس السهل واضحة في مثل هذه الأفلام، وكذلك في مجموعة كبيرة من أفلام الاستغلالية السينمائية. لكن تأثيره الكبير على مصير أفلام الدرجة الثانية كان غير مباشر — بحلول العام 1973، كانت الشركات الكبرى تحاول استغلال الإمكانيات التجارية للأفلام التي كانت يوما ما توضع في الجانب الأسفل من الصفقات السينمائية. حقق طفل روزماري نجاحا كبيرا، لكنه لم يشترك مع أفلام الدرجة الثانية في أسلوبها الاستغلالي. أثبت فيلم طارد الأرواح من وارنر براذرز أن أي فيلم رعب يعلن عنه بشكل مكثف يمكن أن يحقق نجاحا كبيرا، فقد كان أضخم أفلام السنة وأعلى أفلام الرعب إيرادا لحد الآن. بنهاية العقد، أصبحت إستراتيجية حجز عروض الافتتاح للأفلام الاستغلالية بشكل آني في مئات أو آلاف المسارح أمرا شائعا. أنتج المخرج والكاتب جورج لوكاس فيلم أمريكان غرافيتي، من إنتاج يونيفرسال، وكان ذا طبيعة مماثلة. وكما وصفه وليام بول «في جوهره هو فيلم أمريكي عن المراهقين»، كان ثالث أنجح أفلام العام 1973، وانجح فيلم مراهقين أنتج لحد الآن.

### الثمانينات
أغلب شركات إنتاج أفلام الدرجة الثانية التي تأسست خلال العقدين الماضيين انهارت أو ضمتها شركات أكبر حيث تغيرت الأوضاع المالية للسينما في أوائل الثمانينات. فالأفلام التي تنتج لإصدارها في دور السينما أصبحت تكلف ملايين الدولارات، حتى الرخيصة منها نسبيا، فقد بدأت الشركات الكبرى تتقدم بثبات نحو إنتاج الأفلام الغالية، فرفعت من توقعات الجمهور بمشاهد الأكشن والمؤثرات الخاصة الواقعية. كان هذا الاتجاه واضحا منذ العقد السابق بأفلام مثل المطار (1970) وخصوصا في مغامرة بوسيدون (1972)، زلزال (1973)، والجحيم الشاهق (1974). كانت الحبكات والحوارات تنتمي لفرع الدرجة الثانية؛ ولكن من منظور سينمائي، فقد كانت أفلاما مبهرجة ومحشوة بالنجوم. أظهر فيلم «طارد الأرواح» قوة الميزانية الكبيرة، والرعب المليء بالمؤثرات الخاصة. لكن التغيير المدي في تركيز الشركات الكبرى يدين بشكل كبير إلى النجاح الهائل لثلاثة أفلام: فيلم الوحوش الفك المفترس من إخراج ستيفن سبيلبرغ (1975) وأوبرا الفضاء حرب النجوم من إخراج جورج لوكاس (1977) وكل منها، تباعا، أصبح أعلى الأفلام ربحا في تاريخ السينما. أصدر فيلم سوبرمان في ديسمبر 1978، وأثبت أن بإمكان الشركة صرف 55 مليون دولار على فيلم حول شخصية قصص مصورة للأطفال وتحقق ربحا كبيرا — وكان أنجح الأفلام على شباك التذاكر عام 1979. أفلام الخيال الناجحة مثل فيلم كينغ كونغ 1933 كانت تعتبر استثناء عن القاعدة العامة؛ لكن في عصر هوليود الجديد فهي تعتبر الأنجح، خاصة بسبب تذبذب من التكتلات الصناعية المتعددة.
خلال عقد ونصف، من 1961 إلى 1976، تضاعف متوسط كلفة إنتاج فيلم هوليوودي من مليوني دولار إلى أربعة ملايين — وهو تراجع إذا ما حسبنا عامل التضخم. وفي أربع سنوات فقط تضاعف مجددا، ووصل إلى 8.5 مليون دولار في عام 1980 (زيادة الدولار الثابت بحوالي 25 بالمائة). حتى عندما خففت نسبة التضخم في أمريكا، فإن النفقة المتوسطة لصنع الأفلام استمرت بالارتفاع. وعندما أشبعت الشركات الكبرى آلاف دور العرض بالحجوزات، أصبح من الصعب على الشركات الأصغر ضمان تعهدات العرض المطلوبة لتحقيق الربح. أصبحت العروض المزدوجة الآن شيئا من الماضي. إحدى أوائل ضحايا النظام الاقتصادي الجديد كانت شركة أفلام الدرجة الثانية العريقة ألايد أرتيستس، التي أعلنت إفلاسها في أبريل 1979. في أواخر السبعينات، أنتجت شركة أميريكان إنترناشنال أفلاما أغلى نسبيا مثل رعب أميتيفيل الناجح جدا وفيلم النيزك الذي حقق فشلا ذريعا في عام 1979. تمت تصفية الشركة كمنتجة للأفلام بنهاية العام 1980.
على الرغم من الضغوط المالية المتزايدة، وعقبات التوزيع، والمخاطر العامة، فإن العديد من أفلام الشركات الصغيرة ومنتجي الأفلام المستقلين تشق طريقها لدور العرض. كانت أفلام الرعب هي الأقوى بين الأفلام منخفضة التكلفة في تلك الفترة، خصوصا في نمط السلاشر كما هو الحال مع مذبحة حفلة المبيت (1982)، الذي كتبته الكاتبة النسوية ريتا ماي براون. أنتج الفيلم من قبل نيو ورلد بميزانية 250,000 دولار. في بداية 1983, باع كورمان شركة نيو ورلد؛ وأصبحت شركة نيو هورايزون شركته الأساسية، وأصبح اسمها لاحقا كونكورد. في 1984، أصدرت نيو هورايزون مجموعة من الأفلام التي هلل لها النقاد وسط ثقافة البانك والتي كتبتها وأخرجتها بينيلوبي سفيريس.
واصل لاري كوهين الالتفاف على الأفلام الصنفية في أفلام مثل كيو (معروف باسم كيو: الثعبان المجنح؛ 1982)، وصفه الناقد كريس بيتيت بأنه «فيلم لم يكن السوق بغنى عنه: فيلم شعبي وخلاق وقليل الميزانية يستفيد لأبعد الحدود من مصادره المحدودة، وفيه يواصل الناس العمل بدلا من أن التوقف والحديث عنه». في عام 1981، أنتجت نيو لاين فيلم بوليستر، وهو فيلم للمخرج جون ووترز بميزانية صغيرة. في أكتوبر من ذلك العام أنتج فيلم «كتاب الأموات»، وهو فيلم رعب دموي أنتج بأقل من 400,000 دولار، وعرض لأول مرة في دترويت. وكان كاتب الفيلم ومخرجه والمنتج التنفيذي الشريك، سام رايمي، كان على بعد أسبوع من عيد ميلاده الثاني والعشرين؛ وكان المنتج التنفيذي الشريك والنجم بروس كامبل بعمر ثلاثة وعشرين عاما. ووزعته شركة نيو لاين، وأعادت تسميته الشر الميت، وحقق نجاحا جيدا.
إحدى أنجح شركات الدرجة الثانية الناجحة في الثمانينات كانت من بواقي عصر الاستغلال، وهي شركة أفلام تروما، وأسست في عام 1974. ومن أهم أعمالها، Class of Nuke 'Em High (1986)، Redneck Zombies (1986)، Surf Nazis Must Die (1987). أشهر إنتاجات تروما هو المنتقم السام (1985)؛ وظهر بطل القصة، الذي عرف باسم توكسي، عرض في عدة تكملات وسلسلة رسوم متحركة تلفزيونية. أحد النجاحات القليلة في أفلام الدرجة الثانية في العقد كان أول إنتاجات شركة إمباير بيكتشرز ويقع مقرها في روما، وهو فيلم Ghoulies، الذي أصدر في دور العرض عام 1985. كان سوق الفيديو هو المركزي بالنسبة لأفلام الدرجة الثانية: اعتمد نموذج إمباير المالي على تحقيق الربح من متاجر الفيديو لا من الأجور المسرحية. ومضت عدة من أفلام كونكورد – ونيو هورايزون في هذا الدرب أيضا، وتظهر لفترة قصيرة على المسارح إن ظهرت أصلا. كما ساعد نمو كابلات التلفزيون أيضا بدعم صناعة السينما منخفضة الميزانية، كما أصبحت عدة أفلام الدرجة الثانية مواد لملأ فترات المشاهدة على 24 ساعة أو أنها تصور خصيصا لهذا الغرض.

### التسعينيات
بحلول العام 1990، تجاوزت كلفة الفيلم الأمريكي في متوسطها 25 مليون دولار. من الأفلام التسعة التي أصدرت في تلك السنة والتي ربحت أكثر من 100 مليون دولار في شباك التذاكر الأمريكي، اثنان منها يمكن اعتبارها داخل إطار الدرجة الثانية من فترة ما قبل الثمانينات: فيلم سلاحف النينجا وديك تريسي. وهناك ثلاثة أخرى—فيلم الخيال العلمي "Total Recall"، وفيلم الأكشن داي هارد 2، وأنجح أفلام السنة، كوميديا الأطفال التهريجية وحيد في المنزل— حيث كان أيضا أقرب إلى خانة أفلام الدرجة الثانية التقليدية من خانة الأفلام الرئيسية الكلاسيكية. ازدادت شعبية الفيديو المنزلي وسهل الوصول إلى النسخ غير المحررة من الأفلام على التفزيونات الفضائية والكابل بالإضافة إلى ضغوط العقارات، كلها كانت عوامل صعبت عملية بقاء المسارح الصغيرة أو المستقلة والتي كانت مركز الأفلام الصنفية والمستقلة. كما بدأت مسارح الهواء الطلق تختفي بسرعة من المشهد الأمريكي.
اتبعت العديد من شركات الأفلام الرخيصة الباقية طرقا مختلفة للبقاء. فقد اتجهت شركة تروما لإصدار أفلامها مباشرة نحو الفيديو. بدأت نيو لاين، في عقدها الأول، بتوزيع أفلام مستقلة وأجنبية قليلة الميزانية. ومنها كابوس في شارع إلم (1984) الذي أنتجه ويس كرافن وحقق نجاحا ساحقا، وكانت تكلفته مليوني دولار تقريبا، وبدأت الشركة تتحرك بثبات نحو الأفلام الأغلى. في 1994 بيعت نيو ورلد إلى نظام ترنر الإعلامي؛ وتمت إداراتها كشركة متوسطة مع تشكيلة واسعة من الأفلام بجانب وارنر براذرز ضمن تكتل تايم وارنر. في السنة التالية، أطلقت شبكة شوتايم «برنامج روجر كورمان» وهو سلسلة من ثلاثة عشر فيلما عرضت على الكابل مباشرة أنتجتها كونكورد ونيو هورايزون.
في نفس الوقت الذي اختفت فيه دور عرض أفلام الدرجة الثانية، بدأت حركة الأفلام المستقلة بالتقدم؛ ومن بين النتائج ظهرت عمليات تهجين مختلفة بين الأفلام الفنية السينمائية والأفلام الصنفية قليلة الميزانية. المخرج أبيل فيرارا، الذي بدأ مسيرته في أفلام درجة ثانية عنيفة مثل قاتل المثقاب (1979) والآنسة .45 (1981)، أخرج عملين في أوائل التسعينيات جمعا مواضيع الجنس والمخدرات والفساد العام مع التصوير المعقد للشرف والخلاص: ملك نيويورك (1990) الذي دعمته مجموعة شركات إنتاج صغيرة وفيلم الملازم السيئ (1992)، بتكلفة 1.8 مليون دولار، مول كليا بشكل مستقل. أنتج لاري فيسيندين، مجموعة أفلام وحش رخيصة للغاية، مثل No Telling (1991) و Habit (1997)، وأعادت صياغة أفلام كلاسيكية — مثل فرانكشتاين ومصاصي الدماء، على التوالي — لاستكشاف قضايا معاصرة. كانت ميزانية فيلم كراش (1996)، لديفيد كروننبرغ 10 ملايين دولار، ولم تكن بمثل ميزانية الأفلام الرئيسية، لكنه لم يكن بمستوى أفلام الدرجة الثانية أيضا. أما تصوير الفيلم فكان مسألة أخرى، فقد كتبت الناقدة جانيت ماسلين: «في مظهره الصادم، يعرض ديفد كروننبرغ الاستغلال في شكل مزعج ومريض للغاية». ومولته عدة شركات، مثل ملك نيويورك، ووزعته شركة فاين لاين. فيلم بالب فيكشن (1994)، الذي أخرجه كوينتن تارانتينو بميزانية 8.5 مليون دولار، وحقق نجاحا كبيرا ومؤثرا وتداخلت به عدة خطوط سينمائية، وكما يصفه جيمس مترام: «بطبيعته القصصية الفنية، وموضوعه من أفلام الدرجة الثانية، وطاقمه الهوليودي، فإن الفيلم هو محور تتقاطع فيه ثلاثة تقاليد سينمائية متميزة».

### الألفية الجديدة والعصر الرقمي
بحلول الألفية الجديدة، كانت الكلفة المتوسطة لإنتاج فيلم أمريكي قد ارتفعت لتتجاوز الخمسين مليون دولار. من بين أكبر عشرة أفلام نجاحا في شباك التذاكر الأمريكي تضمن ثلاثة اقتباسات لروايات خيالية للأطفال (منها تتمة لسلسلة وأخرى بادئة لسلسلة أخرى)، وفيلم كارتون موجه للأطفال، واقتباس لقصص مصورة، وفيلم عن سلسلة خيال علمي، وإعادة إنتاج لفيلم خيال علمي، وإعادة إنتاج لفيلم كينغ كونغ. وكانت سنة بطيئة لكورمان: فلم ينتج سوى فيلم واحد فقط، ولم يصدر في دور العرض الأمريكية، مثل أغلب الأفلام التي اشترك فيها في العقد السابق. كما استمرت أفلام هوليود ذات الميزانية الكبيرة بإزاحة البساط أكثر فأكثر عن الأفلام الرخيصة، أصبحت قابلية النجاح لأفلام الدرجة الثانية في خطر. حذر ناقد النيويورك تايمز أنتوني أوليفر سكوت من «الانقراض» الوشيك لأفلام الدرجة الثانية، بما أن «الأفلام الرخيصة من الماضي تطورت إلى أفلام غالية متوسطة الجودة ومليئة بالنجوم وذات دعاية مكثفة».
من ناحية أخرى، تذهب اتجاهات الصناعة الأخيرة لتعيد ظهور ما يشبه الفاصل بين أفلام الدرجة الأولى والثانية في إنتاجات الشركات الكبرى، مع مجموعة "برامج" لتملأ الفجوة. طبقا لتقرير نشر عام 2006 بقلم المحلل السينمائي ألفونسو مارون، "الميزانية المتوسطة لفيلم هوليودي حاليا هي بنحو 60 مليون دولار، وترتفع لنحو 100 مليون عندما نحسب في المعادلة تكلفة تسويق الإصدار المحلي (الولايات المتحدة فقط). لكننا نشهد الآن استقطاب ميزانيات الأفلام إلى صفين: الأفلام الكبيرة (120 -150 مليون) وأفلام فئات المعجبين (5 -20 مليون).... كما يتوقع إنتاج أفلام في الوسط (بين 30 -70 مليون). أطلقت فوكس شركة تابعة جديدة في 2006، وهي فوكس أتوميك، للتركيز على الأفلام الموجهة للمراهقين. ويعتمد هذا النموذج الاقتصادي على الإيجارات المنخفضة، على الأقل بمعايير الشركات الكبرى. ووفقا لتقرير مجلة فارايتي، "فإن فوكس أتوميك لا تتجاوز حاجز عشرة ملايين دولار في العديد من أفلامها. وهي تشجع منتجي الأفلام أيضا على التصوير إلكترونيا — وهي عملية أرخص تنتج عنها نظرة شجاعة ومناسبة للمراهقين، وتنسى وضع النجوم. ومن بين تسعة أفلام أصدرنها أتوميك، ليس بأي منها اسم مشهور". وقد أقفل هذا القسم السينمائي في عام 2009.
بينما يظهر تقرير فارايتي، فقد سهل التقدم التقني من إنتاج الأفلام منخفضة الميزانية. ورغم أن هناك كان دائما وسائل اقتصادية لتصوير الأفلام، منها أفلام سوبر 8 مم و 16 مم، بالإضافة إلى كاميرات الفيديو التي تسجل في أشرطة الفيديو المناظرة، فلا يمكن لهذه الأوساط منافسة نوعية صورة فيلم 35 مليمتر. وقد سمح تطوير الكاميرات الرقمية وتحسينات ما بعد الإنتاج لمنتجي الأفلام الرخيصة بمستوي تصوير ومؤثرات مونتاج ممتازة. وكما يلاحظ مارون، «فإن ميزانية الأجهزة (آلات التصوير، الدعم) المطلوبة للتصوير الرقمي تشكل عُشر ميزانية الفيلم تقريبا، وبهذا خفض من ميزانية إنتاج الأفلام المستقلة بشكل ملحوظ. في نفس الوقت، [منذ أوائل الألفية]، تحسنت نوعية إنتاج الأفلام الرقمية بشكل مثير». سواء عمل منتجو أفلام المستقلون في أفلام صنفية أو فنية، فدائما ما يجدون الصعوبات في الدخول إلى قنوات التوزيع، مع ذلك ما يسمى بالطرق المتلاصقة الرقمية وفرت فرصا جديدة للتوزيع. على نحو مماثل، فتحت مواقع الإنترنت مثل يوتيوب دروبا جديدة كليا لتقديم الأفلام منخفضة التكلفة.

## تعابير مرتبطة
هناك تعابير مثل فيلم درجة ثالثة وأخيرة بدأت تشيع لوصف درجات أدنى في أصناف الدرجة الثانية. وتعابير أفلام الهواء الطلق وأفلام منتصف الليل، والتي ظهرت بالاشتراك مع ظواهر تاريخية معينة في السينما، فغالبا ما تستعمل الآن لأفلام الدرجة الثانية. وهناك مرادف ظهر مؤخرا هو الفيلم السايكوتروني.

### فيلم درجة ثالثة
فيلم درجة ثالثة أو (C movie) يعبر عن مجموعة الأفلام التي تقع في أدنى مرتبة أفلام الدرجة الثانية، أو — كما يصنف البعض — تحتها ببساطة. في الثمانينات، مع ازدهار تلفزيون الكابل، بدأت هذا التعبير يطلق الأفلام ذات إلى الجودة المنخفضة والتي تستعمل كبرامج لملء السوق. كما أن "C" في التعبير له معنيين، فهي ليست فقط ذات الجودة الأدنى من أفلام "B" أو الدرجة الثانية لكنها أيضا ترمز للحرف الأول لكلمة كابل. من بين البرامج التي ساعدت على نشر فكرة أفلام الدرجة الثالثة كان المسلسل التلفزيوني مسرح العلوم الغامضة 3000 (بين عامي 1988 -99)، الذي عرض على قنوات الكابل الوطنية (بداية في كوميدي سنترال، ثم قناة ساي فاي) بعد سنته الأولى. ولأكثر من ثلاثة عقود قبل ذلك، قدم البرنامج الأفلام الرخيصة، وأغلبها من الخيال العلمي من الخمسينات والستينات، مع عرض تعليق يبرز عيوب الأفلام، في تجديد لمفهوم قدمته مضيفة التلفزيون فامبيرا. وصف المخرج إد وود بأنه «سيد أفلام الدرجة الثالثة»، رغم أن تعبير أفلام الدرجة الأخيرة (أنظر تحت) قد يكون أنسب لأعماله. وكان التوسع السريع لقنوات فئات المعجبين والساتلايت مثل محطة ساي فاي (وأفلامها الأصلية) وقنوات HBO الصنفية في التسعينيات والألفية الجديدة، موجها لسوق أفلام الدرجة الثالثة المعاصرة، وأصدر العديد منها إلى الكابل مباشرة — وكانت ذات ميزانية معتدلة لم تصدر إلى دور العرض إطلاقا.

### فيلم درجة أخيرة

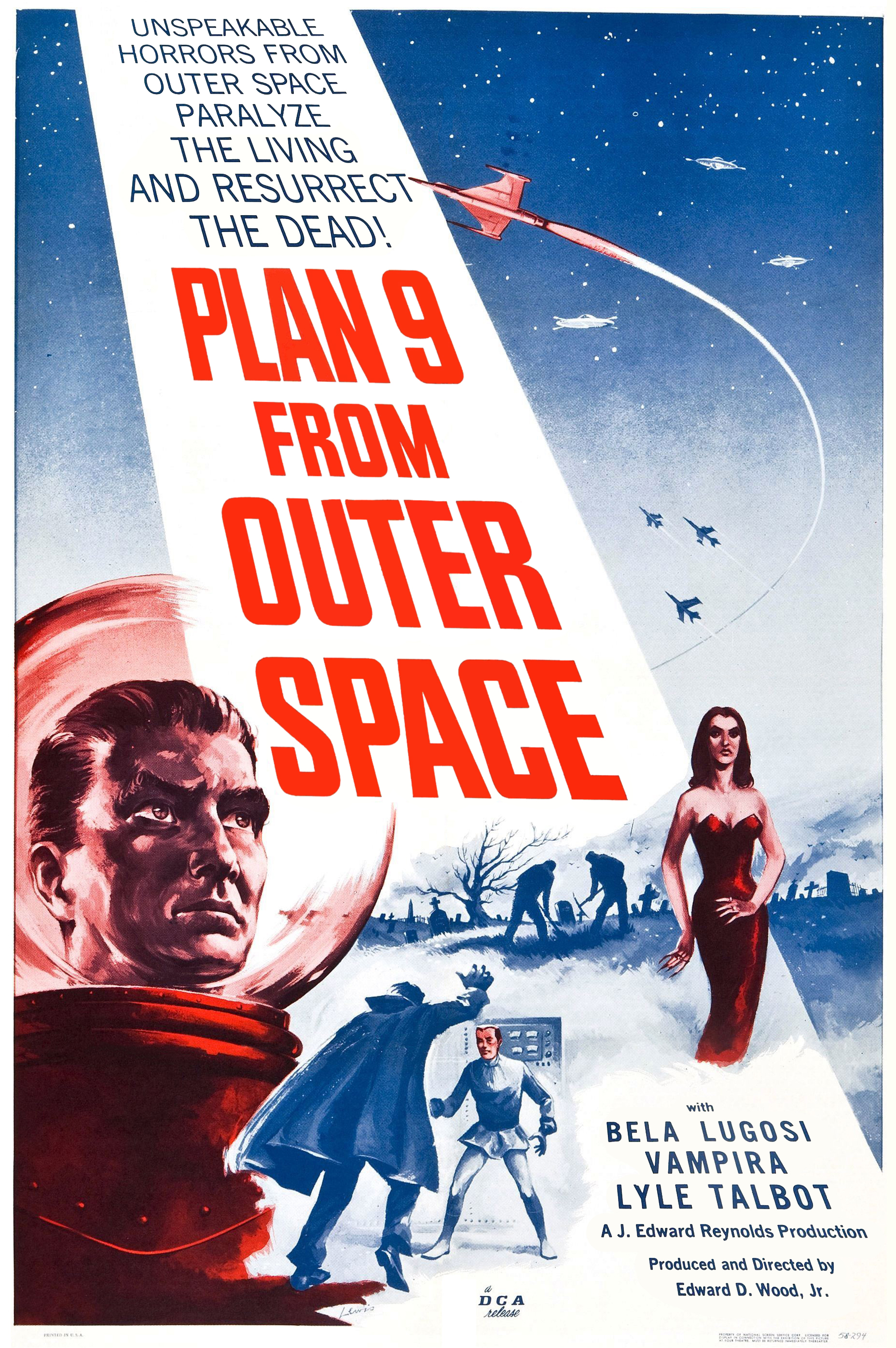
غالبا ما سمي فيلم إد وود "الخطة 9 من الفضاء الخارحي" (1959) "بأنه أسوأ فيلم أنتج على الإطلاق"، وأصبح الأشهر بين أفلام الدرجة الأخيرة.

استعمل تعبير فيلم درجة أخيرة (Z Movie) من قبل البعض للإشارة للأفلام منخفضة الميزانية بمعايير جودة أدنى بكثير أفلام الدرجة الثانية وحتى الثالثة. أكثرية هذه الأفلام تنتج بميزانيات صغيرة جدا بعمليات إنتاج على حافة صناعة السينما التجارية. ويمكن وضع «القصص المختصرة» الرخيصة في الثلاثينات في هذه الخانة. وكثيرا ما وضعت أفلام المخرج إد وود، مثل غلين أو غليندا (1953) أو الخطة 9 من الفضاء الخارجي (1959) — كأحد أسوأ الأفلام على الإطلاق — كمثال على أفلام الدرجة الأخيرة الكلاسيكية. أغلب أفلام الدرجة الأخيرة الحديثة تتميز في أغلبها بمحتواها الدموي العنيف والجنسي أحيانا وبها الحد الأدنى من الأهمية الفنية؛ معظم هذه الأفلام يكون مصيرها محطات التلفزيون المشفرة، والتي قد تكون مكافئة للملاهي الليلية.

### فيلم سايكوتروني
فيلم سايكوتروني تعبير سكّه الناقد مايكل ويلدون — وقد أشار له أحد زملائه النقاد بأنه «مؤرخ الأفلام الهامشية» — للدلالة على الأفلام الصنفية منخفضة التكلفة التي يتم ازدراؤها عموما أو تجاهلها كليا من قبل النقاد. كان مصدر ويلدون لهذا التعبير هو فيلم سايكوترونيك مان (1980)، وفيه الشخصية الرئيسية هي حلاق يطور القدرة على القتل باستعمال الطاقة الروحية. طبقا لويلدون، «فكرتي الأصلية بتلك الكلمة بأنها ذات جزئين. 'سايكو' وترمز لأفلام الرعب، و'ترونيك' وترمز لأفلام الخيال العلمي. وقمت بتوسعة المعنى بسرعة لتتضمن أي فيلم استغلالي أو درجة ثانية». شاع التعبير في بداية الثمانينات بمنشورات ويلدون مثل الموسوعة السايكوترونية للفيلم ومجلة فيديو سايكوتروني، بعد ذلك تبناها النقاد والمعجبون الآخرون